# Anne Hiltpold
Anne Hiltpold (* 17. Januar 1973 in Carouge; heimatberechtigt ebenda) ist eine Schweizer Politikerin (FDP) und Anwältin. Seit 2023 ist sie Staatsrätin des Kantons Genf und leitet das Département de l'instruction publique, de la formation et de la jeunesse.

## Werdegang
Hiltpold studierte im Bachelorstudiengang der Rechtswissenschaften an der Universität Genf und absolvierte anschliessend ein Masterstudium in europäischem Recht an der Universität Bremen. 2000 erhielt sie ihr Anwaltspatent. Von 2006 bis 2023 arbeitete sie für die Genfer Immobilienkammer und amtierte dort als stellvertretende Generalsekretärin.
Zwischen 1999 und 2009 sowie von 2011 bis 2015 wirkte sie in vier Legislaturperioden im Gemeinderat von Carouge. Von 2013 bis 2014 war sie dessen Präsidentin. 2015 wechselte sie in die Stadtregierung von Carouge. Zum 30. April 2023 wurde sie in den Staatsrat des Kantons Genf gewählt.

## Privates
Ihr Vater Pierre Hiltpold war 1983 Bürgermeister von Carouge. Ihr Bruder Hugues Hiltpold war zudem von 2007 bis 2019 Mitglied des Nationalrates, ihr Bruder Yves Hiltpold war Gemeinderat in Onex.